# Antoni Marcin Chrapowicki
Antoni Marcin Chrapowicki herbu Gozdawa (zm. 25 maja 1760 roku) – podkomorzy smoleński w latach 1731–1760, podwojewodzi smoleński w latach 1730–1731, porucznik chorągwi petyhorskiej marszałka nadwornego koronnego Mniszcha w 1760 roku.
Był elektorem Stanisława Leszczyńskiego w 1733 roku. Poseł powiatu smoleńskiego na sejm nadzwyczajny pacyfikacyjny 1736 roku.